# Leucauge abyssinica
Leucauge abyssinica là một loài nhện trong họ Tetragnathidae.
Loài này thuộc chi Leucauge. Leucauge abyssinica được Embrik Strand miêu tả năm 1907.